# Tema (film fra 1979)
 For alternative betydninger, se Tema. (Se også artikler, som begynder med Tema)
Tema (russisk: Тема) er en sovjetisk spillefilm fra 1979 af Gleb Panfilov.

## Medvirkende
- Mikhail Uljanov som Kim Jesenin
- Inna Tjurikova som Sasja Nikolajeva
- Stanislav Ljubshin
- Jeevgenij Vesnik som Igor Pasjjin
- Jevgenija Netjajeva som Marija Alexandrovna